# Effetto di primo passaggio
L'effetto di primo passaggio (detto anche effetto di first pass o metabolismo di primo passaggio) è un fenomeno del metabolismo di alcuni farmaci che si verifica quando la bio-disponibilità del farmaco stesso viene ridotta in modo molto consistente prima che esso raggiunga e si distribuisca in tutto l'organismo.
Quando un farmaco viene somministrato per via orale deve essere prima assorbito dal tratto gastrointestinale, quindi entra nel sistema portale epatico, cioè nel circolo sanguigno della vena porta. Solo successivamente viene immesso nel circolo sistemico e quindi raggiunge tutti gli altri organi e tessuti.
La quota di farmaco che raggiunge la circolazione sistemica è l'effettiva quota biodisponibile.

## Effetto di primo passaggio intestinale
Per un farmaco somministrato per via orale, il principio attivo necessita di essere assorbito a livello intestinale. Un metabolismo di primo passaggio può già verificarsi in questa fase.

## Effetto di primo passaggio epatico
Nel passaggio dal fegato una parte più o meno variabile di farmaco viene metabolizzata ad opera di specifici enzimi epatici e quindi non raggiunge il circolo sistemico. Questo passaggio dal fegato si chiama appunto "effetto first-pass epatico".
Da un punto di vista clinico la principale preoccupazione di un effetto di primo passaggio epatico consiste nella grande variabilità interindividuale dell'effetto stesso. Questo fatto si traduce in concentrazioni di farmaco quanto mai variabili nel sangue di pazienti trattati con lo stesso dosaggio orale standard.

## Effetto di primo passaggio polmonare
La frazione di principio attivo che emerge dal fegato viene veicolata dal sangue attraverso la vena cava, raggiungendo infine l'atrio destro e l'arteria polmonare.

Durante il passaggio attraverso il parenchima polmonare il farmaco può subire un ulteriore metabolismo.

## Enzimi implicati
Sebbene durante il primo passaggio ogni farmaco possa subire un ampio spettro di biotrasformazioni, quelle più comuni sono le ossidazioni catalizzate dal citocromo P450.

Sono gli isoenzimi CYP2D6, CYP3A4, CYP1A2, CYP2C9 e CYP2C19 che sono più spesso implicati nell'effetto di primo passaggio e conseguente eliminazione del farmaco.
Per alcuni farmaci l'effetto di primo passaggio può limitare così notevolmente la biodisponibilità di un farmaco somministrato per via orale, da impedire il loro uso come agenti orali costringendo ad impiegare altre vie di somministrazione.

Tra questi farmaci vi sono la lidocaina, il naloxone e la nitroglicerina.
Molti farmaci di rilievo subiscono un notevole metabolismo di primo passaggio dopo una dose orale.

I farmaci di questa categoria comprendono alprenololo, amitriptilina, imipramina, diidroergotamina, 5-fluorouracile, idralazina, buprenorfina, diazepam, midazolam, cimetidina, isoproterenolo, lidocaina, lorcainide, petidina (meperidina), mercaptopurina, metoprololo, morfina, neostigmina, nifedipina, pentazocina e propranololo.
Vie di somministrazione di farmaci alternative, come l'intravenosa, l'intramuscolare e la sottolinguale, non sono soggette ad effetto first-pass in quanto consentono al farmaco di essere assorbito direttamente nella circolazione sistemica.
I sistemi enzimatici primari che influiscono sull'effetto first-pass di un farmaco sono gli enzimi del lume gastrointestinale, quelli della parete intestinale, gli enzimi batterici e quelli epatici.